# Erigorgus macilentus
Erigorgus macilentus är en stekelart som beskrevs av Dasch 1984. Erigorgus macilentus ingår i släktet Erigorgus och familjen brokparasitsteklar. Inga underarter finns listade i Catalogue of Life.